# Coenonycha testacea
Coenonycha testacea är en skalbaggsart som beskrevs av Mont A. Cazier 1937. Coenonycha testacea ingår i släktet Coenonycha och familjen Melolonthidae. Inga underarter finns listade i Catalogue of Life.